# Bulgaria ai XX Giochi olimpici invernali
La Bulgaria partecipò ai XX Giochi olimpici invernali, svoltisi a Torino, Italia, dall'11 al 19 febbraio 2006, con una delegazione di 21 atleti impegnati in otto discipline.